# NGC 548
NGC 548 is een elliptisch sterrenstelsel in het sterrenbeeld Walvis. Het hemelobject ligt 223 miljoen lichtjaar van de Aarde verwijderd en werd op 2 november 1867 ontdekt door de Amerikaanse astronoom George Mary Searle.

## Synoniemen
- PGC 5326
- UGC 1010
- MCG 0-4-141
- ZWG 385.134
- DRCG 7-56